# Cotton Bowl Classic 2018
Match précédent Match suivant
Le Cotton Bowl Classic 2018 est un match de football américain de niveau universitaire joué après la saison régulière de 2018, le 31 décembre 2018 au AT&T Stadium d'Arlington dans l'état du Texas aux États-Unis.
Il s'agit de la 83e édition du Cotton Bowl Classic et compte comme demi finale du College Football Playoff. Son vainqueur affrontera le 7 janvier 2019, au Levi's Stadium de Santa Clara en Californie, le vainqueur de l'Orange Bowl 2018 lors du College Football Championship Game 2019.
Le match met en présence l'équipe indépendante des Fighting Irish de Notre Dame et l'équipe des Tigers de Clemson issue de l'Atlantic Coast Conference.
Sponsorisé par la société Goodyear Tire and Rubber Company, le match est officiellement dénommé le 2018 College Football Playoff at the Goodyear Cotton Bowl Classic.
Les Tigers de Clemson remportent le match 30 à 3.

## Présentation du match
| Équipes                                                                                  | Conférences  | Entraîneurs  | Stats. saison rég. | Classements avant le bowl CFP-AP-Coaches |
| ---------------------------------------------------------------------------------------- | ------------ | ------------ | ------------------ | ---------------------------------------- |
| Fighting Irish de Notre Dame                                                             | Indépendants | Brian Kelly  | 12 - 0             | #3                                       |
| Tigers de Clemson                                                                        | ACC          | Dabo Swinney | 13 - 0             | #2                                       |
| Arbitre : Matt Austin (SEC) Équipe donnée favorite par les bookmakers : Clemson par 11½. |              |              |                    |                                          |

Il s'agit de la 4e rencontre entre ces deux équipes. Clemson mène les statistiques (2-1). La dernière rencontre a eu lieu le 3 octobre 2015 (victoire en déplacement de Clemson 24 à 22).

### Fighting Irish de Notre Dame
Avec un bilan global en saison régulière de 12 victoires sans défaite, Notre Dame est éligible et accepte le 2 décembre l'invitation pour participer au Cotton Bowl de 2018, première demi finale du CFP.
À l'issue de la saison 2018 (bowl non compris), ils sont répertoriés no 3 aux classements CFP, AP et Coaches. Pour la première fois de leur histoire, ils sont qualifiés pour participer au CFP.
Il s'agit de leur 8e participation au Cotton Bowl Classic (5 victoires, 2 défaites), leur dernière participation datant du 1er janvier 1994 - victoire 24 à 21 contre les A&M Aggies.
| Poste       | Joueur          | Statistiques                                                     |
| ----------- | --------------- | ---------------------------------------------------------------- |
| Quarterback | Ian Book        | 197/280 passes réussies pour 2468 yards, 19 TDs, 6 interceptions |
| Coureur     | Dexter Williams | 142 courses pour 941 yards nets gagnés et 12 TDs                 |
| Receveur    | Miles Boykin    | 54 réceptions pour 803 yards et 8 TDs                            |

### Tigers de Clemson
Avec un bilan global en saison régulière de 13 victoires sans défaite (8-0 en matchs de conférence), Clemson est éligible et accepte le 2 décembre l'invitation pour participer au Cotton Bowl Classic de 2018.
Ils terminent 1er de l'Atlantic Division de l'Atlantic Coast Conference, remportent ensuite leur finale de conférence, 42 à 10 contre Pittsburgh, et sont qualifiés pour la 4e fois au College Football Playoff. Ils y ont remporté 2 demi finales (sur 3) et 1 finale (sur 2).
À l'issue de la saison 2018 (bowl non compris), ils sont répertoriés no 2 aux classements CFP, AP et Coaches.
Il s'agit de leur 2e participation au Cotton Bowl Classic qu'ils ont remporté le 1er janvier 1940, Eagles de Boston College sur le score de 6 à 3.
| Poste       | Joueur          | Statistiques                                                     |
| ----------- | --------------- | ---------------------------------------------------------------- |
| Quarterback | Trevor Lawrence | 212/326 passes réussies pour 2606 yards, 24 TDs, 4 interceptions |
| Coureur     | Travis Etienne  | 176 courses pour 1463 yards nets gagnés et 21 TDs                |
| Receveur    | Tee Higgins     | 52 réceptions pour 802 yards et 10 TDs                           |

## Résumé du match
Résumé du match avec photos et vidéo sur le site The Blue Pennant.
Début du match à 15 h 11, fin à 18 h 42 pour une durée totale de jeu de 3 h 31 min.
Température de 22 °C, joué en indoor.
| QT          | Temps       | Drive       | Drive       | Drive       | Équipe      | Description de l'action | Score | Score |
| QT          | Temps       | Jeux        | Yards       | TDP         | Équipe      | Description de l'action | ND    | CLEM  |
| ----------- | ----------- | ----------- | ----------- | ----------- | ----------- | --- | ----- | ----- |
| 1           | 08:35       | 9           | 31          | 03:15       | CLEM        | FG de 40 yards par K Greg Huegel | 0     | 3     |
| 1           | 04:31       | 10          | 66          | 04:04       | ND          | FG de 28 yards par K. Justin Yoon | 3     | 3     |
| 2           | 12:50       | 3           | 65          | 01:04       | CLEM        | TD de 52 yards par WR Justyn Ross à la suite d'une réception de passe de QB Trevor Lawrence mais la tentative de conversion à 1 point est bloquée | 3     | 9     |
| 2           | 01:44       | 8           | 85          | 03:12       | CLEM        | TD de 42 yards par WR Justyn Ross à la suite d'une réception de passe de QB Trevor Lawrence + 1 point de conversion par K. Greg Huegel            | 3     | 16    |
| 2           | 00:02       | 4           | 80          | 00:46       | CLEM        | TD de 19 yards par WR Tee Higgins à la suite d'une réception de passe de QB Trevor Lawrence + 1 point de conversion par K. Greg Huegel            | 3     | 23    |
| 3           | 02:04       | 3           | 71          | 01:01       | CLEM        | TD à la suite d'une course de 62 yards par RB Travis Etienne + 1 point de conversion par K. Greg Huegel                                           | 3     | 30    |
| Score final | Score final | Score final | Score final | Score final | Score final | Score final | 3     | 30    |

## Statistiques
| Système | Nom             | Équipe  | Poste |
| ------- | --------------- | ------- | ----- |
| Attaque | Trevor Lawrence | Clemson | QB    |
| Défense | Austin Bryant   | Clemson | DE    |

| Statistiques                           | ND                                                   | CLEM                                                  |
| -------------------------------------- | ---------------------------------------------------- | ----------------------------------------------------- |
| 1er down                               | 17                                                   | 26                                                    |
| 1er down à la course                   | 7                                                    | 9                                                     |
| 1er down à la passe                    | 8                                                    | 15                                                    |
| 1er down suite pénalité                | 2                                                    | 2                                                     |
| Conversion de 3e down                  | 5/17                                                 | 9/18                                                  |
| Conversion de 4e down                  | 1/2                                                  | 1/1                                                   |
| Jeux–yards                             | 69 jeux pour 248 yards                               | 78 jeux pour 538 yards                                |
| Yards à la course                      | 35 courses pour 88 yards moyenne de 2,5 yards/course | 37 courses pour 211 yards moyenne de 5,7 yards/course |
| Yards à la passe                       | 160                                                  | 327                                                   |
| Passes : Réussies-Tentées-Interceptées | 17/34 passes complétées, 1 interception              | 27/41 passes complétées, 0 interception               |
| Réussite en zone rouge/chances         | 1/1                                                  | 1/3                                                   |
| TD                                     | 0                                                    | 4                                                     |
| Field Goals                            | 1/1                                                  | 1/2                                                   |
| Sacks (Nombre-Yards)                   | 3/19 yards adverses perdus                           | 6/26 yards adverses perdus                            |
| Fumbles (Nombre/Perdus)                | 2/1                                                  | 2/1                                                   |
| Pénalités (Nombre/Yards perdus)        | 7 pour 50 yards perdus                               | 6 pour 65 yards perdus                                |
| Temps de possession                    | 27:06                                                | 32:54                                                 |

| Quarterbacks        | Quarterbacks    | Quarterbacks                                                                                   |
| ------------------- | --------------- | ---------------------------------------------------------------------------------------------- |
| ND                  | Ian Book        | 17/34 passes complétées, 160 yards, 1 interception, 0 TD, 6 sacks subis, évaluation QB de 83,6 |
| CLEM                | Trevor Lawrence | 27/39 passes complétées, 327 yards, 0 interception, 3 TDs, 3 sacks subis, évaluation QB de 165 |
| Meilleurs coureurs  |                 |                                                                                                |
| ND                  | Dexter Williams | 16 courses pour 54 yards nets gagnés, 0 TD, moyenne de 3,4 yards/course                        |
| CLEM                | Etienne Travis  | 14 courses pour 109 yards nets gagnés, 1 TD, moyenne de 7,8 yards/course                       |
| Meilleurs receveurs |                 |                                                                                                |
| ND                  | Miles Boykin    | 5 réceptions pour 69 yards gagnés, 0 TD                                                        |
| CLEM                | Justin Ross     | 6 réceptions pour 48 yards gagnés, 2 TDs                                                       |
| Meilleurs tacklers  |                 |                                                                                                |
| ND                  | Alohi Gilman    | 18 tacles dont 8 en solo                                                                       |
| CLEM                | Austin Bryant   | 6 tacles dont 4 en solo , 2 sacks (12 yards), 3 TFL (19 yards), 1 Hit QB                       |